# Роренфельс
Роренфельс (нем. Rohrenfels) — община в Германии, в земле Бавария. 
Подчиняется административному округу Верхняя Бавария. Входит в состав района Нойбург-Шробенхаузен.  Население составляет 1512 человек (на 31 декабря 2010 года). Занимает площадь 17,52 км².